# Jorge San Esteban
Jorge Héctor San Esteban (La Plata, 28 giugno 1972) è un ex calciatore e allenatore di calcio argentino, di ruolo difensore attuale tecnico del Villa San Carlos.

## Carriera
Uscito dalle giovanili del Gimnasia La Plata, esordisce nel 1992 durante il Clausura 1992. Fino al 2003 San Esteban rimane un membro della squadra titolare del Gimnasia, giocando oltre 300 partite con la maglia della squadra di La Plata. Nel 2003 sceglie di trasferirsi al Nueva Chicago, ma vi rimane solo una stagione, seppur giocando da titolare, prima di tornare a giocare al Gimnasia.
Nel 2006 ha superato le 383 presenze di Guillermo Sanguinetti diventando il calciatore con più apparizioni con la maglia del club platense. Nel 1999 ha giocato la sua unica partita in nazionale di calcio argentina, in un'amichevole contro il Messico.

## Statistiche

### Presenze e reti nei club
Aggiornato al termine del torneo di Apertura 2008.
| Stagione      | Squadra       | Nazione   | Serie            | Pres. | Reti |
| ------------- | ------------- | --------- | ---------------- | ----- | ---- |
| Clausura 1992 | Gimnasia (LP) | Argentina | Primera División | 18    | 1    |
| Apertura 1992 | Gimnasia (LP) | Argentina | Primera División | 18    | 0    |
| Clausura 1993 | Gimnasia (LP) | Argentina | Primera División | 10    | 0    |
| Apertura 1993 | Gimnasia (LP) | Argentina | Primera División | 5     | 0    |
| Clausura 1994 | Gimnasia (LP) | Argentina | Primera División | 5     | 1    |
| Apertura 1994 | Gimnasia (LP) | Argentina | Primera División | 7     | 0    |
| Clausura 1995 | Gimnasia (LP) | Argentina | Primera División | 2     | 0    |
| Apertura 1995 | Gimnasia (LP) | Argentina | Primera División | 6     | 0    |
| Clausura 1996 | Gimnasia (LP) | Argentina | Primera División | 18    | 0    |
| Apertura 1996 | Gimnasia (LP) | Argentina | Primera División | 18    | 0    |
| Clausura 1997 | Gimnasia (LP) | Argentina | Primera División | 19    | 1    |
| Apertura 1997 | Gimnasia (LP) | Argentina | Primera División | 16    | 4    |
| Clausura 1998 | Gimnasia (LP) | Argentina | Primera División | 18    | 2    |
| Apertura 1998 | Gimnasia (LP) | Argentina | Primera División | 14    | 3    |
| Clausura 1999 | Gimnasia (LP) | Argentina | Primera División | 17    | 2    |
| Apertura 1999 | Gimnasia (LP) | Argentina | Primera División | 18    | 3    |
| Clausura 2000 | Gimnasia (LP) | Argentina | Primera División | 17    | 3    |
| Apertura 2000 | Gimnasia (LP) | Argentina | Primera División | 3     | 0    |
| Clausura 2001 | Gimnasia (LP) | Argentina | Primera División | 18    | 2    |
| Apertura 2001 | Gimnasia (LP) | Argentina | Primera División | 5     | 0    |
| Clausura 2002 | Gimnasia (LP) | Argentina | Primera División | 19    | 2    |
| Apertura 2002 | Gimnasia (LP) | Argentina | Primera División | 16    | 1    |
| Clausura 2003 | Gimnasia (LP) | Argentina | Primera División | 14    | 1    |
| Apertura 2003 | Nueva Chicago | Argentina | Primera División | 18    | 1    |
| Clausura 2004 | Nueva Chicago | Argentina | Primera División | 14    | 1    |
| Apertura 2004 | Gimnasia (LP) | Argentina | Primera División | 17    | 2    |
| Clausura 2005 | Gimnasia (LP) | Argentina | Primera División | 15    | 0    |
| Apertura 2005 | Gimnasia (LP) | Argentina | Primera División | 19    | 0    |
| Clausura 2006 | Gimnasia (LP) | Argentina | Primera División | 17    | 0    |
| Apertura 2006 | Gimnasia (LP) | Argentina | Primera División | 16    | 0    |
| Clausura 2007 | Gimnasia (LP) | Argentina | Primera División | 14    | 0    |
| Apertura 2007 | Gimnasia (LP) | Argentina | Primera División | 8     | 0    |
| Clausura 2008 | Gimnasia (LP) | Argentina | Primera División | 11    | 0    |
| Apertura 2008 | Gimnasia (LP) | Argentina | Primera División | 2     | 0    |